# Perregrinus
Perregrinus là một chi nhện trong họ Linyphiidae.